# Ketupa ketupu
Ketupa ketupu е вид птица от семейство Совови (Strigidae).

## Разпространение
Видът е разпространен в Бангладеш, Бруней, Виетнам, Индонезия, Камбоджа, Лаос, Малайзия, Мианмар, Сингапур и Тайланд.